# Liste der Monuments historiques in Larra (Haute-Garonne)
Die Liste der Monuments historiques in Larra (Haute-Garonne) führt die Monuments historiques in der französischen Gemeinde Larra auf.

## Liste der Bauwerke
| Bezeichnung   | Beschreibung              | Standort | Kennzeichnung | Schutzstatus | Datum | Bild |
| ------------- | ------------------------- | -------- | ------------- | ------------ | ----- | ---- |
| Schloss Larra | Erbaut im 18. Jahrhundert | (Lage)   | PA00125566    | Inscrit      | 1993  |      |